# Citrus sudachi
Ne doit pas être confondu avec l'astéroïde (12435) Sudachi.
Espèce
Classification APG III (2009)
Citrus sudachi, le sudachi (du japonais スダチ / 酢橘 (Sudachi / su tachibana)), est une espèce d'agrumes japonais du genre Citrus de la préfecture de Tokushima. Le fruit est récolté vert pour son jus acide. Il s'agit d'un agrume de jours longs.
Le mot sudachi en français désigne généralement le fruit mais peut aussi désigner l'arbre. Le jus en conserve est commercialisé hors du Japon. Le fruit frais est cultivé au Portugal.

## Dénomination - Classification
Su 酢 signifie : vinaigre et tout jus acide. Le terme sudachi viendrait de su-no-tachibana, qui signifie Citrus tachibana utilisé comme vinaigre = acidifiant. C. tachibana (synonyme de Citrus reticulata), petit agrume sauvage de la région Japon, Corée, Taïwan, à petit fruit (diamètre 3 cm) acide.
En 1933, Mitsutarō Shirai a créé le clade Citrus sudachi qui ne comprend qu'une seule espèce. La distinction entre les divers agrumes verts acides a donné lieu à des débats entre taxinomistes ,, certains indices le lieraient à Citrus ichangensis , le regroupement dans le sous genre Citrus subg. Papeda parait pertinent. Selon l'université Riverside de Californie, il proviendrait d'une hybridation de Citrus papeda et de mandarine C. reticulata ; l'gnpIS[Quoi ?] lui conserve le statut d'espèce  sous le nom binomial : Citrus sudachi.
Tokurō Shimizu et al. (2016) établissent sur la base d'une analyse génétique que le sudachi est une hybridation d'une petite mandarine Koji Sp C18 pollinisé par Yuzu (C. junos).

## Historique
D'après l'université d'Osaka la domestication du sudachi est postérieure à la période Man-yo, Époque de Nara, VIIIe siècle, période qui a vu la domestication d'autres acides comme Hanayuzu (Citrus hanayu) , Kizu (Citrus kizu) ou hebesu (Citrus heibei), Mochiyu (Citrus inflata).
La première mention du sudachi est en 1708 dans un livre de Kaibara Atsunobu avec le nom de Riman., nom encore présent dans une des premières mentions en anglais par Dai Nihon Nōkai (Agricultural Society of Japan, 1895)
Quelques pépiniéristes européens introduisirent le sudachi à partir de graine à la fin du XXe siècle. Pour l'anecdote, le premier pépiniériste français qui le commercialisa avait fait une confusion dans ses graines, il ne s'agissait pas d'un sudachi. Le sudachi de la collection de University California Riverside a également été introduit depuis une graine, en 1963.

## Description
L'arbre est de petite taille, sa croissance et sa mise à fruit sont lentes.

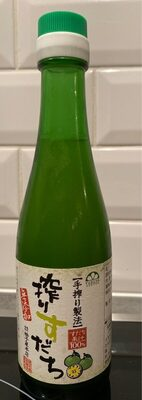
Jus de sudachi en conserve

Le fruit sphérique, mamelonné, d'un diamètre d'environ 4 à 6 cm est d'un poids d'environ 30 g. Il est vert lors de sa récolte à compter du 15 aout à fin septembre, et ultérieurement le fruit jaunit et perd son acidité. Le ハウススダチ (hausu-sudachi) sudachi de serre dont la floraison est forcée est livré dès le mois de mars.

## Culture
Au Japon la production de masse a commencé en 1956 (1 300 t). (information 2016 non datée, d'autres sources donnent une production plus élevée à la fin du XXe siècle) dans la Préfecture de Tokushima. La production en tendanciellement en baisse depuis 2000 elle a baisse de moitié en 2020 (3 772 t). En 2022, elle a été gravement affectée par le climat provoquant une pénurie. Depuis 2023, le sudachi de Tokushima (徳島すだち) bénéficie d'un label de qualité IGP japonais (日本地理的表示ＧＩ)
Le village de Kamiyama est réputé pour ses sudachi centenaires. Les sudachi sont transformés en jus et conservés en entrepôt frigorifique pour étaler la vente en frais du fruit vert. En Corée, l'ile méridionale de Jeju produit des sudachi. Il existe une petite production en Californie et au Portugal (Amareleja), le sudachi ayant été désigné comme un fruit acide à bon potentiel par l'association Califorinia Rare Fruit Grower en 2009.

## Cultivars et hybrides
Le sudachi diploïde a beaucoup de gros pépins.
- il existe un cultivar sans pépins triploïde obtenu à Tokushima en 2003[19] nommé «Tokushima 3X No.1» et bien juteux.
- le naosichi ou naoshichi[20] (直七) cultivé préfecture de Kochi[21] est présenté comme un cultivar de sudachi (Citrus taguma-sudachi Hort. ex Tanaka), la plante n'a pas d'épines, le jus du fruit est réputé moins acide que celui du sudachi[22].

- Le Centre de soutien technique global pour l'agriculture, la foresterie et la pêche de la préfecture de Tokushima a enregistré comme variété protégée de sudachi 勝浦1号 (Katsuura N°1)  en 2024 (première mise sur le marché en 2028). Ce sudachi se conserve longtemps vert, il ne jaunit pas pendant le stockage prolongé - jusqu'à 5 mois[23].

### Hybrides
- 阿波すずか (Suzuka Awa) est un hybride yuzu-sudachi obtenu à Tokushima enregistré en 2017. Il est récolté à maturité, couleur de mandarine et très juteux. Il a les mêmes applications que le yuzu, en doux-acide[24].

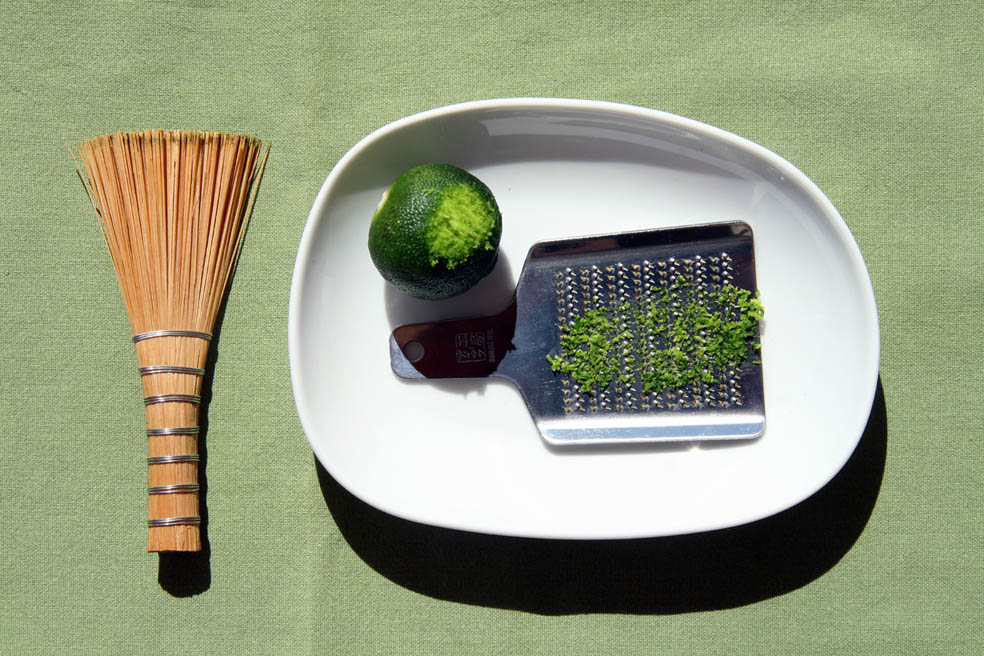
Sudachi râpé

## Utilisation
Le zeste râpé, l'huile essentielle qu'il contient, le jus, le fruit vert entier coupé en fines tranches sont utilisés en cuisine et pour la santé .

### Cuisine

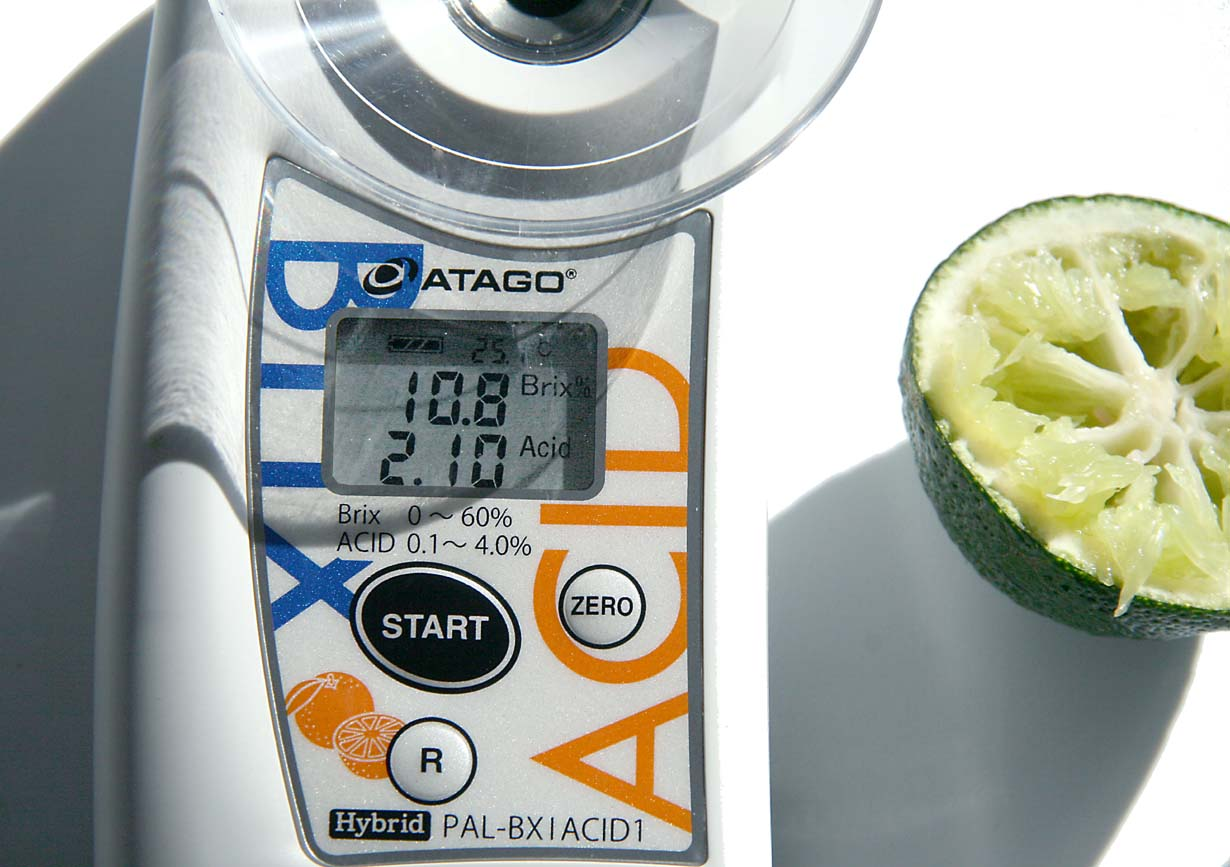
Jus de sudachi fin aout avec 10.8° brix, bien sucré

#### Le jus
L'acidité moyenne est forte (pH 2.2 à comparer avec le citron 2.5 en moyenne) mais équilibrée par un niveau de sucre relativement élevé (indice brix 7.8°), moins astringent que la lime, avec des saveurs de poivre, de cumin, d'aneth ,,,.

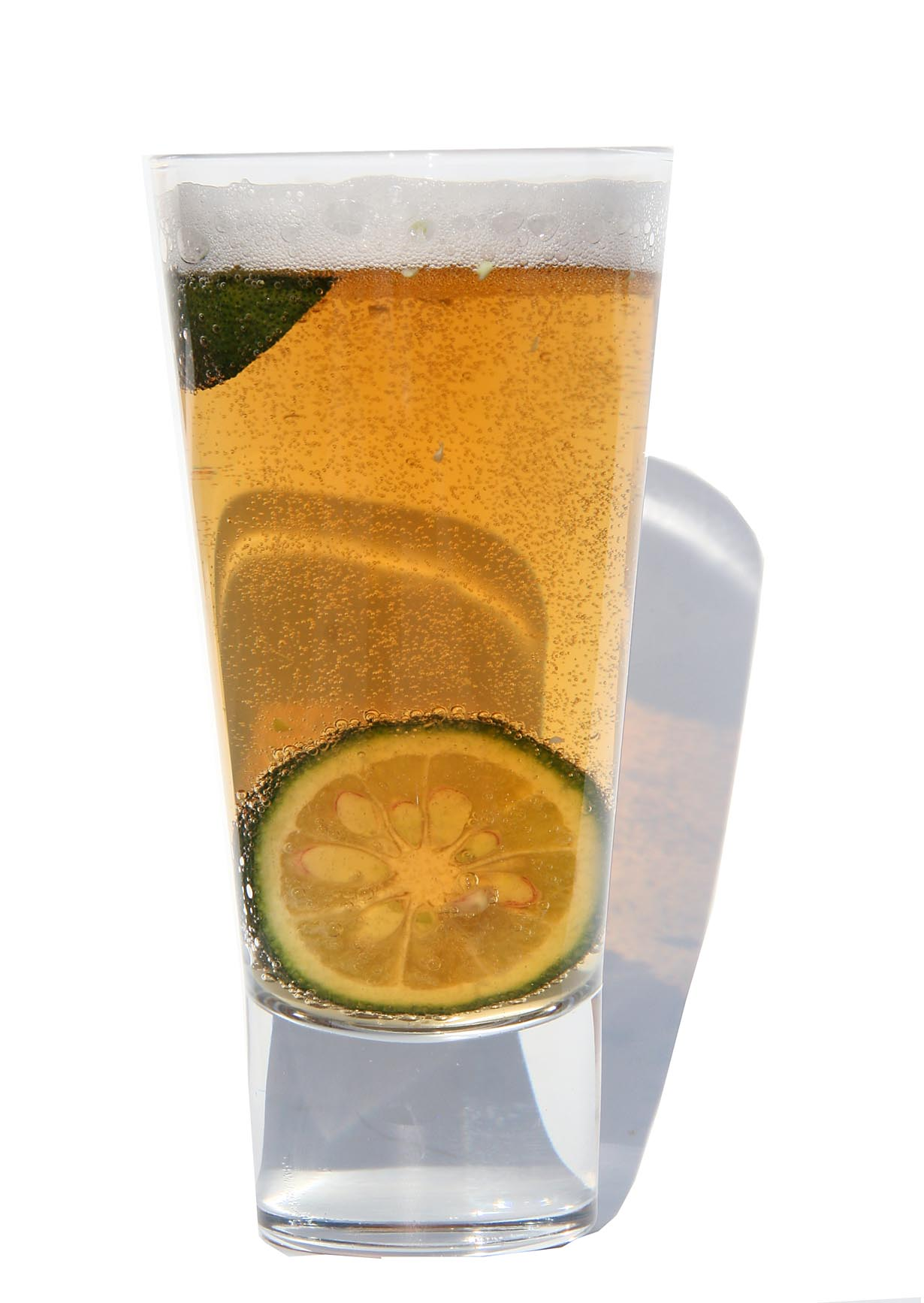
Sudachi dans la bière

En cuisine on l'associe souvent avec du poisson, des crustacés ou les coquilles Saint-Jacques, le poulpe ,,. Son acidité est appréciée avec les plats grillés (poissons, champignons…) et dans les boissons (alcools, bière, sodas) . Il fait merveille avec la sauce soja dans la sauce ponzu.

#### La pulpe et le zeste
- Le sudachi vert tranché fin est couramment servi sur les plats de soba, nouilles au sarrasin, auxquels il donne une saveur et une acidité bienvenue. Le zeste râpé fin et en petite quantité est utilisé sur le poisson et sur les oursins. La qualité nutritionnelle du sudachi a fait l'objet de publications japonaises et coréennes: sa peau améliore les triglycérides chez l'obèse [34].

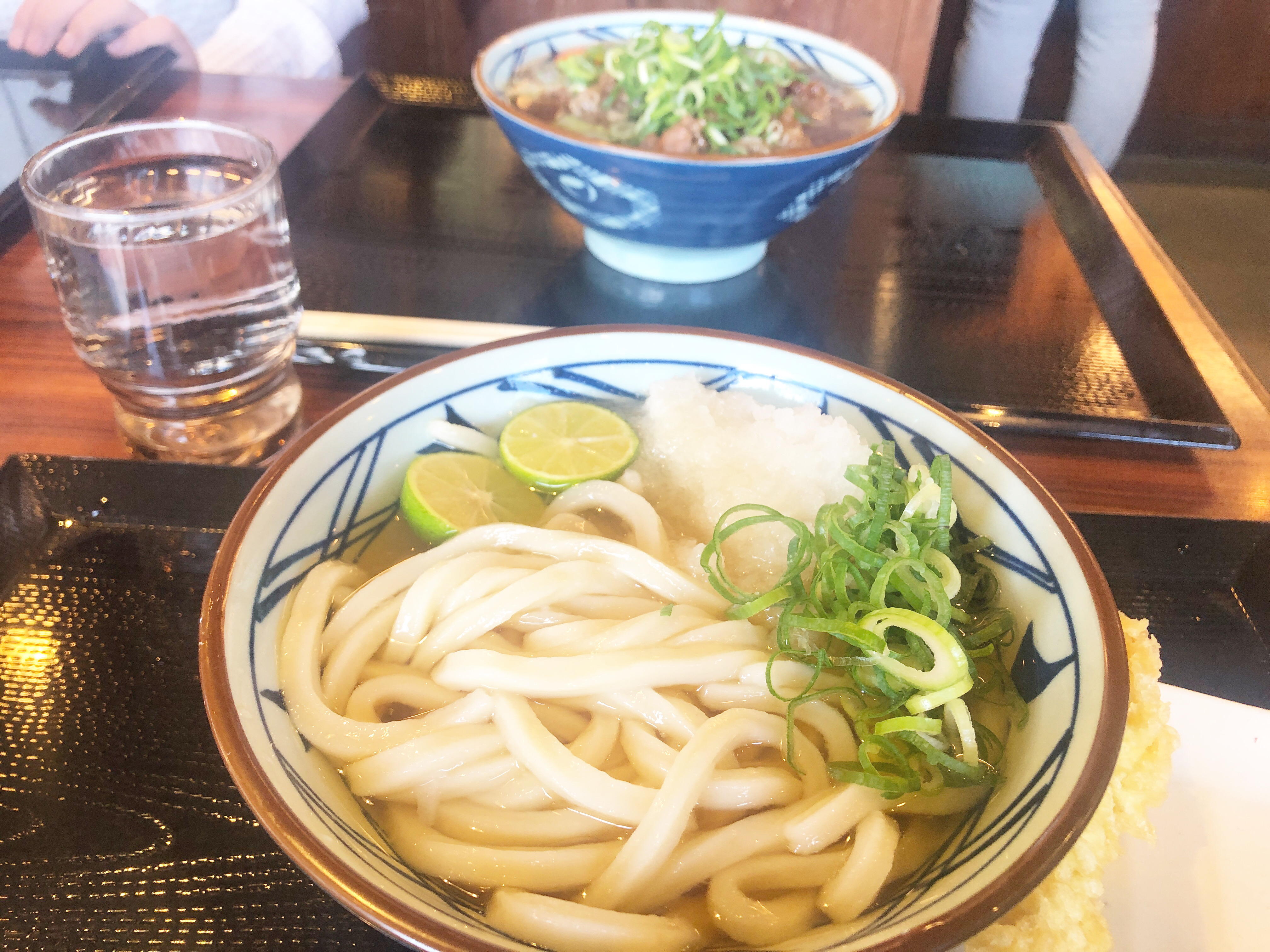
Udon (grosses nouilles) et sudachi en tranche

Au Japon une poudre de peau de sudachi lyophilisée brevetée est commercialisée.
Les pêcheurs de Naruto élèvent un maquereau dont la nourriture comprend du zeste de sudachi (marque すだちさば (Sudachi saba)) qui a pour effet de réduire l'odeur du poisson, conserver son aspect et sous l'effet des polyphénols du sudachi d'élever substantiellement le niveau e vitamine E du maquereau naturel.

### Porte-greffe
Le sudachi a testé comme porte-greffe d'oranger en Chine (2023) et a donné de bons résultats (vigueur, taille et qualité de fruit), la variation diurne du taux de photosynthèse net des feuilles d'oranger est continue (et non interrompue à mi journée) avec le porte-greffe sudachi.

## Huile essentielle

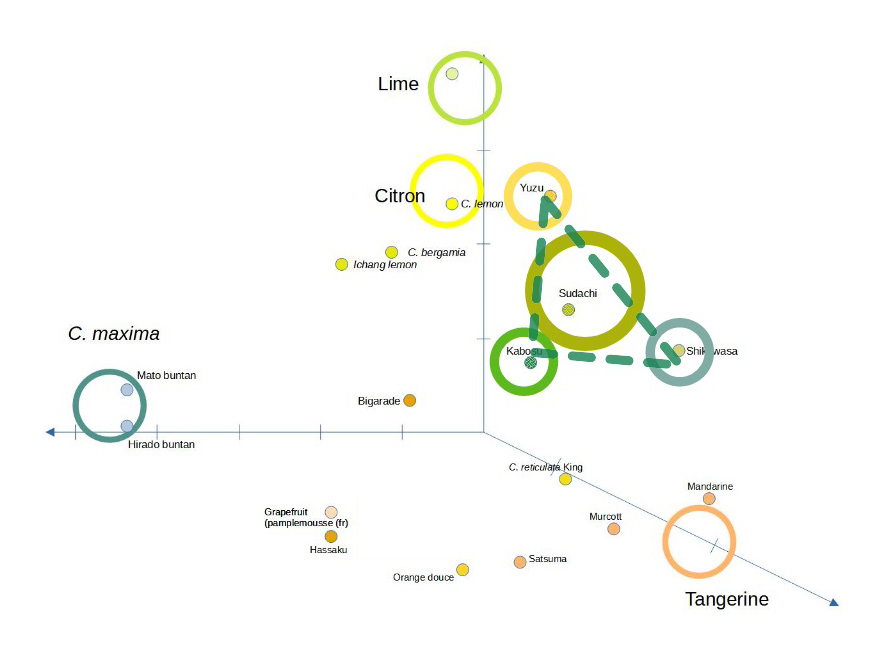
Sur la carte des distances génétiques de T. Shimizu et al. (2016) le sudachi est au centre d'un triangle yuzu-kabosu-shikawasa kabosu (à l'arome de pin) est le plus proche des trois.

L'huile essentielle a été analysée, elle contient des composants spécifiques, dont les sudachitines B, C et D,. Le limonène est le principal composant (80% ou davantage, ce qui rend l'H.E. sensible à l'oxydation) suivi du γ -terpinène (5-10%) et du β-phellandrene, et dans les composants oxygénés le linalol trans-4,5-époxy-(2 E)-decenal (0.3%, decanal 0.06%, et undecanal 0.02%) dont l'importance croit avec la maturité du fruit. Cis-carveol (0.6%), α-terpineol (0.2%) sont les premiers alcools, l'énantiomère (S) est propre au sudachi (jus et peau). La lactone du vin (Quercuslactone, molécule qu'on trouve dans les vins blancs comme le Gewurztraminer), aldéhyde de cumin et l'éther d'aneth sont les composés aromatiques typiques, d'où un parfum complexe où la note cumin est sensible (fait penser à un poivre du Sichuan). Le parfum est distinctif et différent du yuzu, il évoque en note de tête selon les sources le champignon du pin (odeur de pin typique du kabosu dont il est génétiquement proche). Les énantiomères du linalol les plus odorants (R)-linalol, (S)-(+)-linalol ont un seuil de détection bas mais contribuent significativement à l'arome de sudachi.
En 2010, une étude visant à valoriser les déchets de pressage des sudachi verts montre que la méthode d'extraction assistée par micro-ondes est plus « rapide, efficace et plus écologique» que l'extraction en phase vapeur ».
Cette huile essentielle a un haut potentiel antioxydant. Elle est commercialisée pour ses vertus apaisantes (bain à l'huile essentielle de sudachi), recommandée contre la fatigue, le stress, comme calmante et rafraichissante.

### La sudachitine
Le zeste du sudachi contient (au même titre que la menthe poivrée) une polymethoxyflavone, la sudachitine (5,7,4'-trihydroxy-6,8,3'-trimethoxyflavone), décrite en 1961 par Tokuranu Horie et al. (Université de Tokushima), ce même auteur parvient à sa synthèse en 1982 ,.

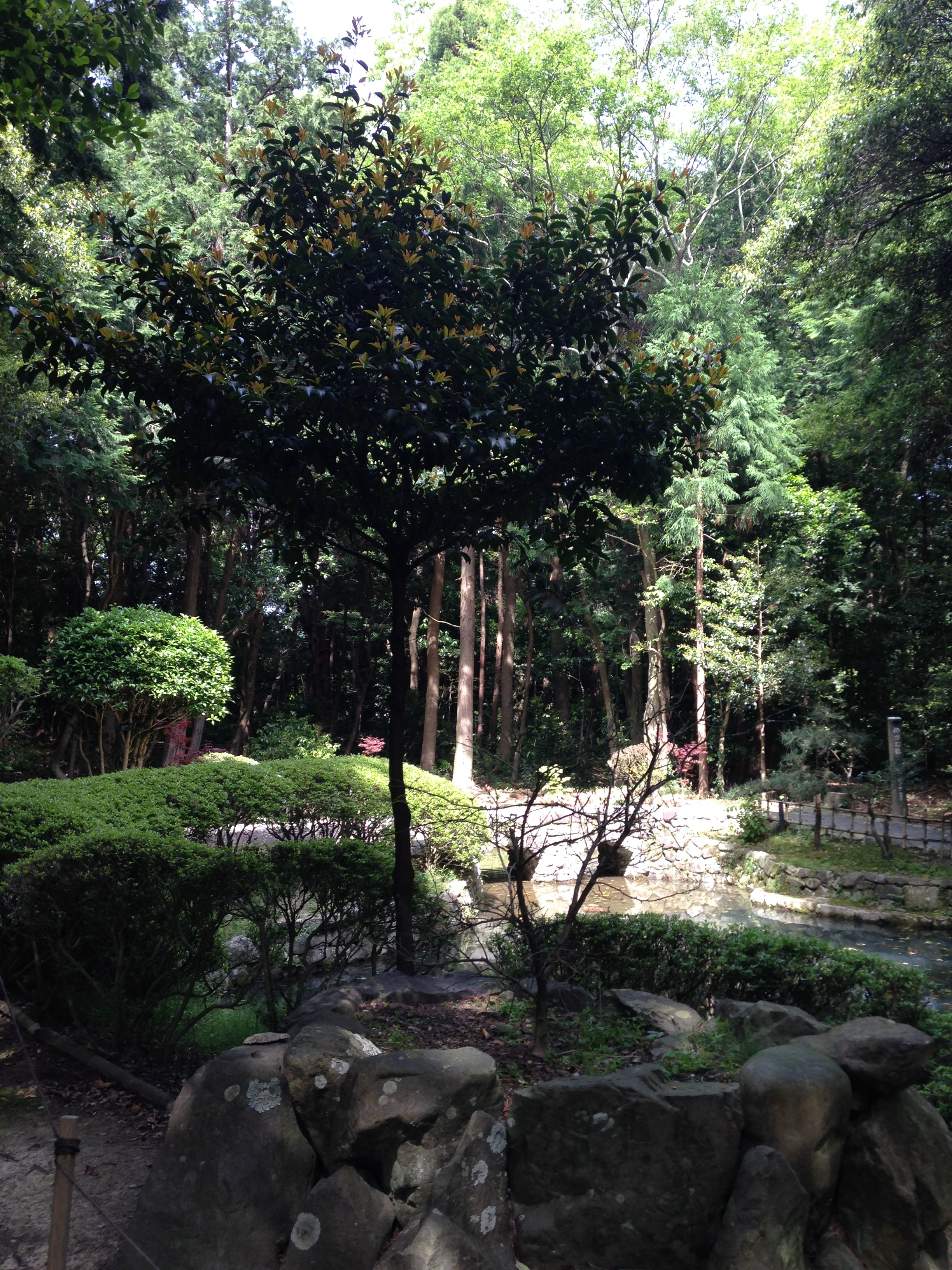
Un sudachi dans le jardin du sanctuaire d'Oasahiko

Elle améliore le métabolisme du glucose et des lipides  et est anti-inflammatoire  notamment dans les troubles osseux inflammatoires avec une remarquable action de suppression de la destruction osseuse inflammatoire. La sudachitine agit sur les stades précoce à tardif de la différenciation des ostéoclastes, elle réduit le nombre d'ostéoclastes géants à 8 noyaux ou plus (2020). L'action antioxydante et antidiabétique de son jus, in vitro, augmente avec la maturité du fruit . Chez l'homme, une étude randomisée japonaise montre une diminution du poids corporel, du tour de taille et du niveau des triglycérides sériques chez des sujets recevant pendant 12 semaines 1,3 g de poudre de peau de sudachi séchée. La sudachitine a une action stimulante (plus faible que celle de la nobilétine) sur la sécrétion de l'insuline.
Des spécialistes des problèmes dentaires publient au Japon sur les effets favorables de la sudachitine sur la destruction osseuse,. Son activité inhibitrice  est supérieure à celle de la nobilétine (chez elle les trois groupes méthoxy de la nobilétine sont remplacés par des groupes hydroxyle), elle a été montré sa puissance inhibitrice dans une maladie parodontale, les fibroblastes gingivaux, aggravés par le diabète (2020).
Dans une étude prospective systématique (2020) sur le potentiel des flavonoïdes d'agrume pour le traitement et la prévention du diabète, une équipe chinoise donne à la sudachitine un bon potentiel dans le traitement de l'obésité, du diabète et des complications associées. La poudre de sudachi entier (lyophilisat) est commercialisée au Japon comme aromate complément-alimentaire«pour les personnes qui ressentent un manque d'exercice, mènent un mode de vie irrégulier».